# Patrick Konrad
Patrick Konrad (Mödling, 13 de outubro de 1991) é um ciclista austriaco, membro da equipa Bora-Hansgrohe.

## Palmarés
- 2014
  - 1 etapa do Triptyque des Monts et Châteaux
  - 1 etapa do Oberösterreichrundfahrt

- 2019
  - 3.º no Campeonato da Áustria Contrarrelógio 
  - Campeonato da Áustria em Estrada

- 2021
  - Campeonato da Áustria em Estrada  
  - 1 etapa do Tour de France

## Resultados em Grandes Voltas e Campeonatos do Mundo
Durante a sua carreira desportiva tem conseguido os seguintes postos nas Grandes Voltas.
| Corrida            | Corrida            | 2010 | 2011 | 2012 | 2013 | 2014 | 2015 | 2016 | 2017 | 2018 | 2019 | 2020 | 2021 |
| ------------------ | ------------------ | ---- | ---- | ---- | ---- | ---- | ---- | ---- | ---- | ---- | ---- | ---- | ---- |
|                    | Giro d'Italia      | —    | —    | —    | —    | —    | —    | —    | 16.º | 7.º  | —    | 8.º  | —    |
|                    | Tour de France     | —    | —    | —    | —    | —    | —    | 65.º | —    | —    | 35.º | —    | 27.º |
|                    | Volta a Espanha    | —    | —    | —    | —    | —    | —    | —    | 96.º | —    | —    | —    | —    |
| Mundial em Estrada | Mundial em Estrada | —    | —    | —    | —    | Ab.  | —    | —    | —    | 59.º | Ab.  | —    | —    |

—: não participa

Ab.: abandono